# Horst Koschmieder
Horst Koschmieder (* 1948) ist ein ehemaliger deutscher Fußballspieler.

## Sportlicher Werdegang
Koschmieder entstammt der Jugend von Borussia Dortmund, wo bereits sein Vater Paul Koschmieder in der Oberliga West gespielt und die Mannschaft im Meisterschaftsendspiel 1949 als Mannschaftskapitän aufs Spielfeld geführt hatte. Ende der 1960er Jahre gehörte er zeitweise dem Bundesligakader des Klubs an, ohne dort zum Einsatz zu kommen. Nach mehreren Jahren in der BVB-Amateurmannschaft kam der Mittelfeldspieler über den seinerzeitigen Verbandsligisten Hammer SpVg 1971 zur SpVgg Erkenschwick in die zweitklassige Regionalliga West. In der Spielzeit 1971/72 trug er mit vier Toren in 27 Saisonspielen zum sechsten Tabellenplatz bei. In den folgenden Jahren rutschte der Klub ins Mittelfeld der Tabelle ab, auf dem elften Tabellenplatz im Endklassement der Spielzeit 1973/74 rangierend gelang die Qualifikation für die neu eingeführte 2. Bundesliga. 
Als vereinsintern bester Torschütze war er mit zehn Saisontreffern in der Spielzeit 1974/75 maßgeblich am Klassenerhalt auf dem letzten Nichtabstiegsplatz der Nordstaffel beteiligt, trotz sieben Toren im Folgejahr ging es in die Verbandsliga Westfalen. Am Ende der Spielzeit 1977/78 verpasste er mit der Mannschaft als Staffel-Vizemeister hinter dem DSC Wanne-Eickel die Aufstiegsrunde zur 2. Bundesliga, der Klub hatte sich jedoch damit für die neu eingeführte eingleisige Oberliga Westfalen qualifiziert. Unter den Trainern Detlev Brüggemann sowie dessen Nachfolger Klaus Quinkert spielte er dort auf Anhieb um den Aufstieg, den die Mannschaft am Ende der Spielzeit 1979/80 schaffte. Koschmieder gehörte dort jedoch nicht mehr zur Mannschaft.